# Ямал СПГ
Ямал СПГ — российские мощности по добыче, сжижению природного газа и поставкам полученного сжиженного природного газа (СПГ), расположенные на полуострове Ямал. 
Состоят из завода по производству СПГ мощностью около 16,5 млн тонн в год на базе Южно-Тамбейского газоконденсатного месторождения, запасы газа в котором оцениваются в 926 млрд м3, и морского порта Сабетта для погрузки продукции на СПГ-танкеры.
ОАО «Ямал СПГ» — совместное предприятие ОАО «Новатэк» (50,1%), концерна TotalEnergies (20%), CNPC (20%) и Фонда Шёлкового пути (9,9%).
Строительство завода по сжижению природного газа осуществлялось тремя очередями с запуском в 2017, 2018 и 2019 годах соответственно.

## История
11 октября 2010 года распоряжением Правительства Российской Федерации N 1713-р был принят Комплексный план по развитию производства сжиженного природного газа на полуострове Ямал. Согласно плану предполагалось начать строительство завода по производству СПГ в 2012 году и закончить его в 2018 году. Кроме того, предполагалось освобождение природного газа, предназначенного для сжижения, от налога на добычу полезных ископаемых до достижения накопленного объёма добычи газа в размере 250 млрд м³ при условии, что срок разработки запасов участка недр не превысит 12 лет с даты начала производства СПГ.
В мае 2011 года конкурс на базовое проектирование завода (англ: front end engineering & design, FEED), выиграла Chicago Bridge & Iron Company (CB&I). Проект должен был быть готов в первом квартале 2012 года. В марте 2013 года «НИПИгазпереработка» завершила адаптацию базового проекта к российским правилам и нормам и разработала пакет проектной документации по заводу СПГ для прохождения государственной экспертизы.
17 сентября 2012 года ОАО «Ямал СПГ» подписало лицензионное соглашение с немецким химическим концерном BASF об использовании на проектируемом заводе принадлежащей BASF технологии очистки природного газа «Oase».
В апреле 2013 года ОАО «Ямал СПГ» подписало соглашение с «Yamgaz SNC» — консорциумом Technip (Франция) и JGC Corp. (Япония) на проектирование, поставку оборудования, материалов и комплектующих, строительство и ввод в эксплуатацию (EPC контракт) комплекса по подготовке и сжижению природного газа на базе Южно-Тамбейского месторождения.
В сентябре 2013 года ОАО «Ямал СПГ» заключило контракт с Siemens на поставку элементов ТЭЦ, которая должна снабжать «Ямал СПГ» электричеством и теплом. Siemens должен был изготовить, доставить, установить и запустить восемь газовых турбин и другое оборудование.
В октябре 2013 года Yamgaz SNC, выбрало в качестве поставщика основного турбокомпрессорного оборудования для трёх линий завода СПГ американскую General Electric. Сумма контракта — 600 млн долл.
18 декабря 2013 года компания «НОВАТЭК» сообщила, что Совет директоров ОАО «Ямал СПГ» принял окончательное инвестиционное решение (ОИР) по проекту. Реализация проекта предполагала кроме строительства завода по производству СПГ, создание транспортной инфраструктуры, включающей морской порт и аэропорт в районе посёлка Сабетта, а также перевалочную базу в бельгийском Зебрюгге для доставки газа в страны Азиатско-Тихоокеанского региона в периоды отсутствия навигации по Северному морскому пути. На момент принятия ОИР в рамках проекта были проведены основные тендеры и заключены ключевые контракты. Также были размещены заказы на оборудование длительного срока изготовления (криогенные теплообменники, газовые турбины, компрессоры линий по сжижению); пробурены первые 8 эксплуатационных скважин. Была подготовлена площадка для строительства завода, начато сооружение свайного основания для резервуаров СПГ, начато строительство морского порта и аэропорта, законтрактовано более 70 % планируемых к производству объёмов СПГ.
В январе 2014 года Yamgaz SNC подписало контракт с французской Vinci на строительство четырёх хранилищ СПГ ёмкостью 160 тыс. м³ каждое.
В январе 2014 года Yamgaz SNC заключило контракт с японской Yokogawa Electric на поставку интегрированных систем управления и безопасности (ICSS) для проекта.
В июле 2014 года Yamgaz SNC заключило контракт с китайской Offshore Oil Engineering Co. (COOEC) на изготовление ключевого оборудования для сжижения газа стоимостью 1,623 млрд долл.
27 апреля 2016 года из китайского порта Циндао в порт Сабетта на специальном полупогружном судне были отправлены первые два конденсационных модуля весом 1000 т, производства Wuchang Shipbuilding Industry — самые крупные и тяжёлые в проекте. Всего в Циндао построены 36 модулей общим весом 180 тыс. т. Общая же масса оборудования для завода оценивается в 650 тыс. т, из которых 150 тыс. т — элементы эстакад (360 модулей), а 500 тыс. т — технологические модули (111 шт). 

13 сентября 2017 года прибыли последние модули для завода.
9 ноября 2017 года был произведён первый объём СПГ. Этот технический объём не был отправлен покупателям, а использован для технологических целей.
К моменту запуска первой линии, для обеспечения её электроэнергией, на обслуживающей проект электростанции были введены в строй четыре из восьми планируемых газотурбинных блока SGT-800 мощностью 47 МВт каждый, производства Siemens.
29 ноября 2017 ОАО «Ямал СПГ» получило государственное разрешение на ввод в эксплуатацию основных технологических объектов первой очереди завода СПГ.
5 декабря 2017 года началось производство сжиженного природного газа на первой производственной линии мощностью 5,5 млн т/год СПГ. Первая партия сжиженного природного газа была закуплена трейдером группы НОВАТЭК — Novatek Gas&Power для компании Petronas и направлена в Великобританию. Она была перевезена газовозом «Кристоф де Маржери» «Совкомфлота»
.
22 августа 2018 года в посёлке Яр Сале закончили раскрашивать первый резервуар СПГ. Конкурс дизайнеров выиграла Таисия Спирина; её идея — знакомая всем жителям СССР банка сгущёнки. По словам дизайнера: «разве сжиженный природный газ не является сгущённой смесью?» Надпись на хранилищах гласит: «Сжиженный природный газ, ГОСТ Р57431-2017, −163°С». Уникальную работу выполнили за месяц десять маляров.
В декабре 2018 года запущена третья технологическая линия завода «Ямал-СПГ».
29 января 2019 года Министерство экономического развития РФ опубликовало аналитические материалы, в которых сообщается, что строительство «Ямал СПГ» привело к существенному пересмотру оценок роста ВВП в 2018 году в сторону повышения.
22 октября 2019 года Министерство финансов США сняло ограничения с компании—владельца танкеров «Ямал СПГ» TC LNG Shipping L.L.C.
Фактическая мощность за счет климатических условий Ямала оказалась выше номинальной — в 2020 г. на проекте было произведено 18,8 млн т СПГ.

### Инвестиции в проект
На момент принятия руководством ОАО «Ямал СПГ» окончательного инвестиционного решения (8 декабря 2013 года) капитальные вложения проекта оценивались в 26,9 млрд долларов США. Инвестиции акционеров в Проект до принятия ОИР составили 2,6 млрд долл.
18 января 2016 года глава компании НОВАТЭК Леонид Михельсон заявил, что проект профинансирован на 15 млрд долларов США. Из них 5 млрд долларов вложили китайские партнёры, около 0,4 млрд — Total. Также проект был профинансирован из Фонда национального благосостояния России в размере 2,3 млрд долларов.
Подрядчиком по строительству производственных объектов является Yamgaz SNC совместное предприятие фирм Technip и JGC Corporation, в рамках подряда подписан контракт с «Offshore Oil Engineering» на поставку оборудования по сжижению природного газа на сумму 1,6 млрд долларов, также заказано основное турбокомпрессорное оборудование фирмы GE на 600 млн долл, основное технологическое оборудование фирмы Air Products. Подрядчик строительства электростанции «Технопромэкспорт» закупит оборудование у Siemens. Танкеры будут построены на верфях Teekay (на сумму 2,8 млрд долл), DSME (на сумму 367 млн долл.) и Mitsui O.S.K. Lines. Основным подрядчиком по строительству скважин является компания ЗАО «Инвестгеосервис». Договор подряда предусматривает строительство более 100 скв. «под ключ». на 2013—2021 гг. В 2015 г. на месторождении уже работали три уникальные буровые установки «Арктика» грузоподъёмностью 400 т, разработанные ЗАО «Инвестгеосервис» совместно с «Уралмаш» специально для реализации проекта по строительству скважин на Южно-Тамбейском месторождении.

## Деятельность
В 2020 году «Ямал СПГ» в условиях пандемии снизил поставки СПГ на 30 % — с 12,8 млрд до 8,93 млрд м³
Правительство России разрешило «Новатэку» использовать ресурсы Верхнетиутейского и Западно-Сеяхинского месторождений в Ямало-Ненецком автономном округе (ЯНАО) для газохимических проектов, соответствующее распоряжение опубликовано на официальном интернет-портале правовой информации. Мощность «Обского СПГ» оценивается в 5 млн тонн СПГ в год. Запуск планировался на 2024—2025 года. Однако события[какие?] 2020 года вынудили компанию принять досрочное инвестрешение.
Зампред правления «Новатэка» Марк Джитвэй заявил, что инвестрешение по предприятию может быть озвучено в 2022 году. Будут рассматриваться разные концепции проекта, в том числе производство на его ресурсной базе «голубого» аммиака. В начале сентября[когда?] глава компании Леонид Михельсон рассказал, что «Новатэк» запросил в правительстве возможность использования ресурсной базы «Обского ГХК» для газохимии вместо сжиженного природного газа.

### Реализация продукции
Предполагаются спотовая и контрактная формы реализации. По состоянию на конец 2017 года законтрактовано порядка 96 % производства. Акционеры проекта — Total и CNPC — будут закупать на долгосрочной основе у «Ямал СПГ» 2,38 млн т, 4 млн т и 3 млн т в год соответственно. Структура «Газпрома» — Gazprom Marketing & Trading Singapore (GM&T) заключила контракт на поставку до 2,9 млн т СПГ в год для перепродажи индийской GAIL. 2,5 млн т законтрактовано испанской Gas Natural Fenosa сроком на 25 лет. Трейдинговая дочка «Новатэка» — Novatek Gas & Power договорилась продавать 1 млн т СПГ французской Engie, 0,9 млн т — британской Shell International Trading Middle East и 0,5 млн т — трейдеру Gunvor.
Контракты на продажу СПГ имеют привязку к определённым портам или регионам. Примерно 86 % продукции будет отправляться в азиатско-тихоокеанский регион.
В основе контрактов на поставки СПГ в Европу лежит ценообразование с опорой, с одной стороны, на британскую торговую площадку National Balance Point, с другой стороны, на контрактные цены, увязанные с уровнем цен на сырую нефть (гронингенский принцип). Контракт с CNPC привязан к так называемому «японскому коктейлю сырой нефти» (JCC), и рассчитывается по формуле 12,67 %×JCC+0,26 $.

#### Флот
4 июля 2013 года стало известно, что конкурс на производство 16 СПГ-танкеров ледового класса (Yamalmax) для обслуживания проекта «Ямал-СПГ», в котором участвовало семь ведущих верфей мира, выиграла корейская Daewoo Shipbuilding & Marine Engineering.
С этой компанией было подписано соглашение о резервировании слотов, включающее в себя опционы на строительство, спуск на воду, оборудование, оснащение и поставку судов класса Yamalmax, а также устанавливающее предварительную стоимость судов, график их производства и поставки. Соглашение предусматривало передачу права на финансирование и покупку танкеров третьей стороне — компаниям перевозчикам, выбранным «Ямал СПГ». Плата за резервирование судостроительных мощностей составила $5,6 млрд.
23 апреля 2014 года ОАО «Ямал СПГ» опубликовало шорт-лист судоходных компаний, которые будут обслуживать завод по производству СПГ. В него вошли Совкомфлот, Mitsui и канадская Teekay LNG. Каждая из компаний должна была построить флот для перевозки газа: «Совкомфлот» — шесть судов, Mitsui — четыре, TeekayLNG — шесть. Стоимость одного судна — около 340 млн долл. ($5,5 млрд — за все 16 СПГ-танкеров).
В августе 2015 года в связи с тем, что у «Совкомфлота» возникли трудности с финансированием, дочерняя компания «Ямал СПГ» — Yamal Trade Singapore — переуступила права на пять из шести СПГ-танкеров, ранее предназначенных для «Совкомфлота», греческой судоходной компании Dynagas. Сумма сделки составила $1,5 млрд. Одновременно были подписаны долгосрочные договоры фрахтования этих танкеров.
Первое судно серии — газовоз «Кристоф де Маржери» — построено в марте 2017 года и передано компании «Совкомфлот».. К январю 2018 года флот, допущенный к работе с «Ямал СПГ», пополнился ещё тремя судами: «Борис Вилькицкий», «Фёдор Литке» (оба принадлежат греческой Dynagas) и «Eduard Toll» (принадлежит Teekay).
В январе 2021 газовоз впервые прошёл по Северному морскому пути без ледокола, осуществив поставку груза с завода «Ямал СПГ» в восточном направлении.

### Санкции
14 сентября 2023 года, на фоне российского вторжения на Украину, Минфин США включил в блокирующий санкционный список компании и суда, включенные в логистическую структуру транспортировки с СПГ-заводов «Ямал СПГ» и «Арктик СПГ-2».

## Собственники
Структура акционеров ОАО «Ямал СПГ», на 01.01.2017 года
- НОВАТЭК (50,1 %);
- Total (20 %);
- Китайская национальная нефтегазовая корпорация (CNPC) (20 %);
- Фонд Шёлкового пути (9,9 %).[40]

История изменения структуры собственности
В июле 2002 года ООО «Тамбейнефтегаз» получило лицензию на освоение Южно-Тамбейского газоконденсатного месторождения.
В июне 2005 года блокирующий пакет акций ООО «Тамбейнефтегаз» (25,1 %) был продан компанией «НОВАТЭК» дочернему предприятию Газпромбанка — ООО «Газпромбанк-инвест».
В июле 2005 года лицензия была переоформлена на созданное 7 апреля 2005 года ОАО «Ямал СПГ», в котором «Тамбейнефтегаз» владел 51 %, а британская Tambeigas Holdings Ltd, контролируемая Николаем Богачёвым — 49 %. Группа «Газпром» инициировала судебные расследования по поводу неправомерности переоформления лицензии, а Богачёв начал переговоры о продаже бизнеса.
В ноябре 2006 года Богачёв продал ООО «Тамбейнефтегаз» и ОАО «Ямал СПГ». «Газпромбанк-Инвест» купил 25 % плюс одну акцию ОАО «Ямал СПГ» за $5 млн. Остальные доли (75 % минус одна акция ОАО «Ямал СПГ» и «Тамбейнефтегаза») были куплены структурами Алишера Усманова за $350–360 млн.
В начале 2008 года Усманов продал свою долю в ОАО «Ямал СПГ» фонду Volga Resources SICAV SIF S.A. Геннадия Тимченко.
В мае 2009 года 51 % акций ОАО «Ямал СПГ» были выкуплены у структур Тимченко ОАО «НОВАТЭК» за $650 млн и 13,13 % акций НОВАТЭКа.
В июле 2010 года НОВАТЭК стал владельцем долей 100 % в ООО «Тамбейнефтегаз». Сумма сделки составила $10 млн (В октябре 2014 года ООО «Тамбейнефтегаз» было ликвидировано).
В сентябре 2011 года доля НОВАТЭК в уставном капитале АО «Ямал СПГ» была увеличена до 100 %, но уже в октябре была уменьшена до 80 % в результате продажи 20 % доли компании Total.
В июне 2013 года «НОВАТЭК» и Китайская национальная нефтегазовая корпорация (CNPC) в рамках Петербургского международного экономического форума подписали соглашение о сотрудничестве по проекту «Ямал СПГ». Документ предполагал заключение долгосрочного контракта на поставку китайской стороне не менее 3 млн тонн СПГ в год.
В сентябре 2013 года «НОВАТЭК» и CNPC подписали обязывающее соглашение о вхождении китайской компании в проект путём продажи CNPC 20 % «Ямал СПГ».
В ноябре 2013 года в СМИ появилась информация, что в перспективе «НОВАТЭК» планирует оставить за собой в проекте лишь контрольный пакет, а оставшиеся 10 % — 1 акция разделить между консорциумами японских и индийских компаний.
В январе 2014 года «НОВАТЭК» закрыл сделку по продаже 20 % ОАО «Ямал СПГ» дочернему обществу CNPC — компании CNODC. Сумма сделки не раскрывается, однако по данным СМИ стоимость пакета по состоянию на сентябрь 2013 года составляла $1 млрд.
В декабре 2015 «НОВАТЭК» и китайский Фонд «Шёлкового пути» (Silk Road Fund Co Ltd., SRF) подписали договор купли-продажи 9,9 % акций проекта «Ямал СПГ»